# 成侯 (蔡)
成侯（せいこう、生年不詳 - 紀元前472年）は、春秋時代の蔡の君主。姓は姫、名は朔。昭侯の子で、昭侯の後を受けて蔡国の君主となった。在位19年。